# Marina Naprushkina

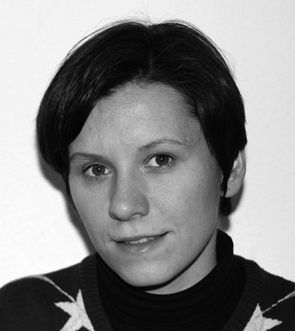
Marina Naprushkina

Marina Naprushkina (* 23. November 1981 in Minsk, Belarussische SSR) ist eine politische Künstlerin und Aktivistin, die in Berlin lebt und arbeitet.

## Künstlerischer Werdegang

### Ausbildung
In den Jahren 1997 bis 2000 studierte Naprushkina an der Staatlichen Kunstschule Glebov in Minsk und setzte ihr Studium anschließend in Karlsruhe an der Staatlichen Akademie der Bildenden Künste Karlsruhe fort. Von 2004 bis 2008 setzte sie ihr Studium an der Staatlichen Hochschule für Bildende Künste, der Städelschule in Frankfurt am Main fort, bei der US-amerikanischen Künstlerin Martha Rosler, deren Schwerpunkte in den Bereichen Videokunst, Fotografie, Performance und Installation liegen.

### Schwerpunkte
Die Künstlerin ist in den Bereichen Installation, Malerei und Videokunst aktiv.
Naprushkina interessiert sich vor allem für die politischen Dimensionen und Spielräume von Kunst und widmet sich der künstlerischen Bearbeitung von Machtstrukturen in Nationalstaaten. Belarus sieht sie als ein Beispiel dafür an, wie eine moderne Diktatur errichtet wird und wie westliche Demokratien mit diesem Problem umgehen.
Dafür verwendet sie häufig Sachtexte wie etwa Propagandaschriften, welche von Institutionen herausgegeben wurden, die der belarussischen Regierung unterstehen.
Seit 2016 ist die Künstlerin Dozentin in der *foundationClass an der Kunsthochschule Berlin-Weißensee, die von Professor Ulf Aminde ins Leben gerufen wurde. Die *foundationClass verfolgt das Ziel, Kunststudenten unter den Geflüchteten die Grundlagen für eine Bewerbung an einer deutschsprachigen Kunsthochschule zu vermitteln.

## Projekte (Auswahl)

### Büro für Anti-Propaganda, seit 2007
2007 gründete sie das Büro für Anti-Propaganda, ein langfristig angelegtes Forschungs- und Dokumentationsprojekt. Darin untersucht sie, wie zum Zweck der Machterhaltung kontrolliert und manipuliert wird.
Das  Büro für Anti-Propaganda beteiligt sich auch an politischen Aktionen und gab seit 2011 in russischer und englischer Sprache die Zeitung Self # governing heraus, in der politische Manipulationsmechanismen mit der Absicht erläutert wurden, die Leser „wenigstens ein bisschen dagegen zu immunisieren“
Ziel der Zeitung ist es, einerseits jenseits der Machtblöcke Europäische Union und Russland zukunftsträchtige Wege für Belarus zu entwickeln, andererseits aber auch, weltweit politische Alternativmodelle anzustoßen. Die Ausgabe der Zeitung in russischer Sprache wurde von Aktivisten in Belarus breit verteilt. Die zweite Ausgabe der Zeitung verfolgte einen feministischen Ansatz: Mit einer Analyse des patriarchalischen Herrschaftssystems in Belarus zeigte sie, wie Frauen dieses Modell selbst unterstützen, aber auch, welche Alternativen sich finden ließen.
Mit diesem Beitrag beteiligte sich die Künstlerin an der 7. Berlin Biennale.
Da trotz des positiven Echos in Berlin die Finanzierung 2015 ausgelaufen ist, ist die nächste Ausgabe der Zeitung nicht in Sicht.
„Marina Naprushkinas Büro für Antipropaganda hat sich inzwischen vom künstlerischen Projekt zu einer regelrechten Keimzellen des politischen Widerstands gewandelt“, so Jutta Schwengsbier im Deutschlandfunk im Juli 2011.

### SkulpturThe President's Platform, 2007
Die Skulptur ist eine Kopie des Podests, das die damalige belarussische Regierung bei wichtigen offiziellen Anlässen als propagandistisches Instrument aufstellte, damit der Präsident Aljaksandr Lukaschenka von dort aus seine staatsmännischen Fähigkeiten verherrlichen und die Aufmerksamkeit von politischen Themen ablenken konnte, so der Begleittext bei der 11. Istanbul Biennale. Die Absurdität dieses isolierten roten Denkmalsockels, so der Begleittext weiter, rege zum Nachdenken darüber an, wie ausufernd der Begriff Plattform in der Verortung von Dialog und Meinungsfreiheit verwendet werde, während Letztere in den meisten Gesellschaften, die sich als demokratisch verstünden, erstickt werde. Die Bühne beziehe sich auch auf Ausstellungen als Räume, wo sonst unterdrückte Themen jenseits der politischen Sphäre diskutiert und durchgedacht werden können.
Mit diesem Beitrag beteiligte sich die Künstlerin an der 11. Istanbul Biennale.

### VideofilmBelarus Today, 2008
In diesem fünfminütigen Farbfilm lesen Bauarbeiter offizielle Bekanntmachungen aus belarussischen Zeitungen vor.
Mit diesem Beitrag nahm die Künstlerin an der 3. Moscow International Biennale for Young Art teil. Astrid Mania ordnete Belarus Today in einem Artikel in der Süddeutschen Zeitung den Werken zu, „die ihre Anliegen innerhalb konventioneller Gattungsgrenzen vortragen“, was dem Ausstellungskonzept der Kuratorin Kathrin Becker im Rahmen dieses Moskauer Prestigeprojekts entsprach.

### MalbuchMy Daddy is a Policeman, 2011
Im Rahmen einer Kampagne der Nichtregierungsorganisation Nash Dom entwarf Marina Naprushkina das Malbuch My Daddy is a Policeman. What Does He Do at Work?, das von Nash Dom veröffentlicht und verteilt wurde. Im Rahmen einer Ausstellung wurden die Besucher eingeladen, die Ausdrucke des Buches an der Wand anzumalen.
Diese Veröffentlichung stand in folgendem Kontext: Zwischen 2006 und 2011 wurden politisch aktive Frauen in Belarus immer wieder Opfer von Gewalt durch staatliche Sicherheitskräfte, besonders heftig während des Wahlkampfs Anfang 2006 und Ende 2010. Unberechtigte Festnahmen und Inhaftierungen und hohe Geldstrafen gehörten ebenso zu den Übergriffen wie der gesteuerte Verlust des Arbeitsplatzes, Verweise von der Schule und der Universität und die Ausübung von Druck gegenüber anderen Familienmitgliedern, ja sogar die Verweigerung medizinischer Hilfe und das Treiben in den Selbstmord. Im Malbuch werden solche Gewaltsituationen mit Knetfiguren nachgestellt und in Erfahrungsberichten in einfacher Sprache beschrieben.

### VideofilmWohlstand für alle, 2011
Naprushkina nahm den Titel des Videofilms aus Gregor Gysis Wahlkampfslogan aus dem Jahr 2009. Sie übersetzte drei Reden von Angela Merkel, Oskar Lafontaine und Guido Westerwelle und ließ Belarussen die Texte bei sich zu Hause oder an halbprivaten Orten vor der Kamera vorlesen. Die Vorleser reagierten unterschiedlich auf die Äußerungen, die sie hautnah tangieren und die doch so weit von ihnen entfernt sind: Mit Pathos, Respekt vor den Verfassern oder mit Versuchen, das Gelesene auf die belarussische Realität zu übertragen. Gysis Slogan Wohlstand für alle, der in einer Demokratie auf alle zutreffen soll, hat keinen Bezug zur belarussischen Realität.
Dieser Film entstand vor folgendem gesellschaftspolitischen Hintergrund: Während die offiziellen Stellen in Belarus und die Werbung dort seit Jahren Wohlstand, soziale Verbesserungen und Fortschritt versprechen und die Werbung diese Illusion durch entsprechende Bilder unterstützt, wächst in Wahrheit die Armut. Naprushkina zeigt Ausschnitte einer raschen Modernisierung der Städte, die sich aber überwiegend in Prestigeprojekten wie etwa der Nationalbibliothek oder Gedenkstätten erschöpft und daher zweischneidig ist. Das widersprüchliche Nebeneinander von offiziellen Verlautbarungen und Realität ermöglicht einen beunruhigenden Blick auf die Wirkung gezielter Propaganda.
Nach Ansicht der Kuratorin und Kunsthistorikerin Lena Prents wollte Naprushkina auch zeigen, dass derartige Entwicklungen in Belarus, aber auch in der Bundesrepublik und vielen anderen Staaten stattfinden.

### ProjektGoing Public(Goethe-Institut), 2012
2012 arbeitete die Künstlerin am Projekt Going Public – Über die Schwierigkeit einer öffentlichen Aussage des Goethe-Instituts mit. Dieses Vorhaben mit Beteiligung von Deutschland, Litauen, Belarus und Kaliningrad „fragte nach Potenzialen einer Public Art und nach Konzepten der Öffentlichkeit“. und umfasste künstlerische Interventionen in Klaipėda, Minsk und Kaliningrad sowie eine Abschlusskonferenz in der Galerie für zeitgenössische Kunst in Leipzig.
Naprushkina war an den künstlerischen Aktionen in Minsk zwar nicht beteiligt, verfasste aber einen Text für die Dokumentation und nahm an der abschließenden Podiumsdiskussion teil.

### ProjektRefugees' Library(seit 2016)
Die Künstlerin beteiligt sich auch am Projekt Refugees' Library. Im Rahmen dieses Projektes werden anonymisierte Transkripte von Gerichtsverhandlungen veröffentlicht, die im Rahmen von Asylverfahren stattgefunden haben. Das Material soll Flüchtlingen die Möglichkeit geben, sich auf ihre eigenen Verhandlungen vorzubereiten.

## Rezeption

### Auszeichnungen

#### Stipendien
Die Arbeit der Künstlerin wurde durch zahlreiche Stipendien im In- und Ausland ausgezeichnet und unterstützt. So erhielt sie bereits 1999 das Stipendium des Präsidenten von Belarus, 2007 zum Schwerpunkt Die Russen kommen von der Stiftung Rheinland-Pfalz für Kultur ein einmonatiges Anwesenheitsstipendium für das Künstlerhaus Schloss Balmoral in Bad Ems. 2013 wurde ihr das Arbeitsstipendium Bildende Kunst des Berliner Senats zuerkannt und im selben Jahr war sie Stipendiatin der Sommerakademie im Zentrum Paul Klee in Bern.
Als Artist in Residence wurde sie 2010 im Rahmen des ArtsLink Residencies Program nach Chicago eingeladen, wo sie sich das Ziel setzte, Einblick in die Politik der Vereinigten Staaten und das Leben seiner Bürger zu gewinnen. 2012 wählte der Verein Kulturkontakt Austria mit Sitz in Wien sie ebenfalls als Artist in Residence aus.

#### Preise
2000 wurde ihr der Kunstpreis der Stadt Minsk verliehen.
Im November 2015 erhielt Marina Naprushkina für ihre künstlerische Arbeit den mit 5.000 € dotierten Preis der Anni und Heinrich Sussmann Stiftung Wien. Im Februar 2017 wurde bekannt gegeben, dass sie zu den Preisträgerinnen des ECF Princess Margriet Award for Culture 2017 der European Cultural Foundation gehört.

### Biennalen
Von den zahlreichen Einzel- und Gruppenausstellungen, in denen Marina Naprushkina seit 2004 in verschiedenen europäischen Städten ihre Arbeiten gezeigt hat, seien einige Biennalen besonders erwähnt:
Bereits 2009 nahm Naprushkina auf der 3. Moskau Biennale der Zeitgenössischen Kunst an den Teilausstellungen Second Dialogue und New Old Cold War teil.
Im selben Jahr wurde die Künstlerin mit ihrem Werk The President's Platform zur 11. Istanbul Biennale eingeladen, die unter dem Motto What Keeps Mankind Alive? stand.
2012 beteiligte sich Naprushkina an der 7. Berlin Biennale mit der Zeitung Self # governing sowie an der dritten Moskauer Biennale für junge Kunst mit dem fünfminütigen Farbvideo Belarus Today (2008).

### Rezeptionsbedingungen in Belarus
Naprushkinas Kunst wird in Belarus kontrovers diskutiert und durfte dort nicht ausgestellt werden (Stand: 2012). Während gegenwärtig (August 2015) Ausstellungen in staatlichen Einrichtungen in Belarus für Naprushkina immer noch nicht möglich sind, zeigt sie ihre Arbeiten dort immer wieder einmal in privat betriebenen Ausstellungsräumen, achtet aber bei der Auswahl der Kunstwerke darauf, die Aussteller nicht in zu großen Konflikt mit den Autoritäten zu bringen.
Nur unter schwierigen Bedingungen konnte Naprushkinas Videofilm Wohlstand für alle in Minsk in der Galerie Ў in der Ausstellung West of East gezeigt werden, die eine von mehreren Stationen der vom Goethe-Institut ausgerichteten Ausstellungsreihe Europe (to the power of) n war: „Das Goethe-Institut in Minsk zog sich noch vor der Eröffnung zurück, […], und einige Besucher drohten bei dem Anblick kritischer Arbeiten damit, das Ordnungsamt zu informieren“.

### Lesungen
Zum Schwerpunktthema Situation der Flüchtlinge und Asylsuchenden lasen im September 2015 im Rahmen des Internationalen Literaturfestivals Berlin Mitarbeiterinnen des Festivals im Haus der Berliner Festspiele den gesamten Text des Buches von Marina Naprushkina: Neue Heimat?: Wie Flüchtlinge uns zu besseren Nachbarn machen vor. Im Anschluss fand ein Gespräch mit der Autorin statt.
Im Rahmen des Herbstsalons liest Marina Naprushkina im November 2015 am Berliner Maxim-Gorki-Theater aus Neue Heimat?: Wie Flüchtlinge uns zu besseren Nachbarn machen.

## Sozialpolitisches Engagement
Im August 2013 gründete Naprushkina nach einem Besuch im Flüchtlingswohnheim in der Levetzowstraße in Berlin-Moabit die Initiative Neue Nachbarschaft Moabit. Die Hilfsorganisation bietet Deutschkurse, Kinderbetreuung und Sportkurse für die Flüchtlinge an.
Während der Betreiber der Unterkunft, die Firma Gierso Boardinghaus, zunächst mit der Initiative zusammenarbeitete, kam es Ende 2013 zu einem Zerwürfnis, als die Organisation ihre Kritik an massiven Missständen in der Unterkunft öffentlich machte. Im Frühjahr 2015 erstattete Naprushkina Anzeige gegen die Gierso und erhob den Vorwurf, diese habe dem Land Berlin nicht erbrachte Leistungen berechnet, unter anderem fingierte Personalkosten. Naprushkinas Anzeige richtete sich auch gegen den Präsidenten des Landesamts für Gesundheit und Soziales, Franz Allert, da dieses die Gierso nicht ordnungsgemäß kontrolliert habe. Allerts Patensohn steht an der Spitze der Gierso.
Die Initiative erhielt 2014 den Ehrenamtspreis des Bezirksamts Berlin-Mitte.

## Eigene Publikationen
- Marina Naprushkina: Sie schauen der Diskriminierung ins Gesicht. Die Berliner Flüchtlingsinitiative „Neue Nachbarschaft/Moabit“ bietet ein Programm, bei dem sich inzwischen mehr als 100 Ehrenamtliche engagieren. Ein Erfahrungsbericht, Frankfurter Rundschau, 25. August 2015
- Marina Naprushkina: Neue Heimat?: Wie Flüchtlinge uns zu besseren Nachbarn machen. Mit einem Vorwort von Heribert Prantl. Europa Verlag, Zürich 2015, ISBN 3958900070
- Marina Naprushkina: WENN DIE KUNST KEINE FRAGEN MEHR STELLT, IST SIE DANN NOCH KUNST?, berlinbiennale.de, 26. Juni 2012
- My daddy is a policeman. What is he doing at work?, Malbuch im Rahmen des Protests gegen Polizeigewalt, Herausgegeben von der Bürgerbewegung „Nash dom“. Entwurf von Marina Naprushkina. Auch publiziert in polar, Ausgabe 13 (2012), S. 64f.[45]
- Zeichnungen aus dem politischen Magazin »Belarusian self-governing«, polar, Ausgabe 13 (2012), S. 44f.[46]

## Über Marina Naprushkina
- Susanne Messmer: Einfach machen. In: taz.de. 3. Dezember 2016, abgerufen am 11. Februar 2017.
- Marina NAPRUSHKINA: “The refugees are an opportunity for Europe to change for the better”. In: day.kyiv.ua. 21. März 2016, abgerufen am 11. Februar 2017 (ukrainisch).
- Heribert Prantl: Vorwort, in: Marina Naprushkina: Neue Heimat?: Wie Flüchtlinge uns zu besseren Nachbarn machen. Europa Verlag, Zürich 2015, ISBN 978-3-95890-007-3, S. 5–11.
- THE EMPEROR IS NAKED (Video, 40:35 Minuten), formerwest.org, 19. März 2013
- Tim Neshitov, Malen nach Qualen. Protest gegen Polizeigewalt in Weißrussland, in: Süddeutsche Zeitung, 21. September 2012
- Catrin Lorch, Occupy geht immer. Die 7. Berlin Biennale will mit Kunst politische Wahrheiten enthüllen, tatsächlich erweist sich vieles nur als Provokation, in: Süddeutsche Zeitung, 27. April 2012
- Catrin Lorch (Interview mit Artur Żmijewski), Keine Kunst, bitte! Nach dem Skandal: Artur Zmijewski über Zensur und sein Konzept für die Berlin Biennale, in: Süddeutsche Zeitung, 12. Januar 2012
- Barbara Steiner, Peio Aguirre (Hrsg.): The scenario book. thinking Europe, Jovis Verlag, Berlin 2012, ISBN 978-3-86859-188-0, S. 54–55.
- Marina Naprushkina, Wealth For All, anti-utopias.com, mit Abbildungen
- Marina Naprushkina, General Plan, anti-utopias.com, mit Abbildungen